# Gens des nuages
Gens des nuages est un journal de voyage écrit par  Jemia et JMG Le Clézio, à l'occasion d'un voyage dans le sud marocain et au Sahara occidental (Segia el-Hamra), paru en 1997.

## Résumé
Là-bas, Jemia s'en va retrouver ses origines ; depuis que sa grand-mère a quitté son pays, elle n'a jamais pu le voir. Agrémenté de photographies, ce journal raconte le retour de Jemia dans son pays, mais aussi l'histoire de ses ancêtres, les Aroussiyines
Dans ce livre appartenant au genre littéraire des carnets de voyages, JMG Le Clézio et sa femme Jémia visitent le Sahara marocain sur les traces d'un ancêtre de celle-ci du nom de Sidi Ahmed El- Aroussi, homme qui aurait selon le mythe été à l'origine d'événements surnaturels.
Ce livre est illustré par des photographies du reporter Bruno Barbey.